# Minami-daito

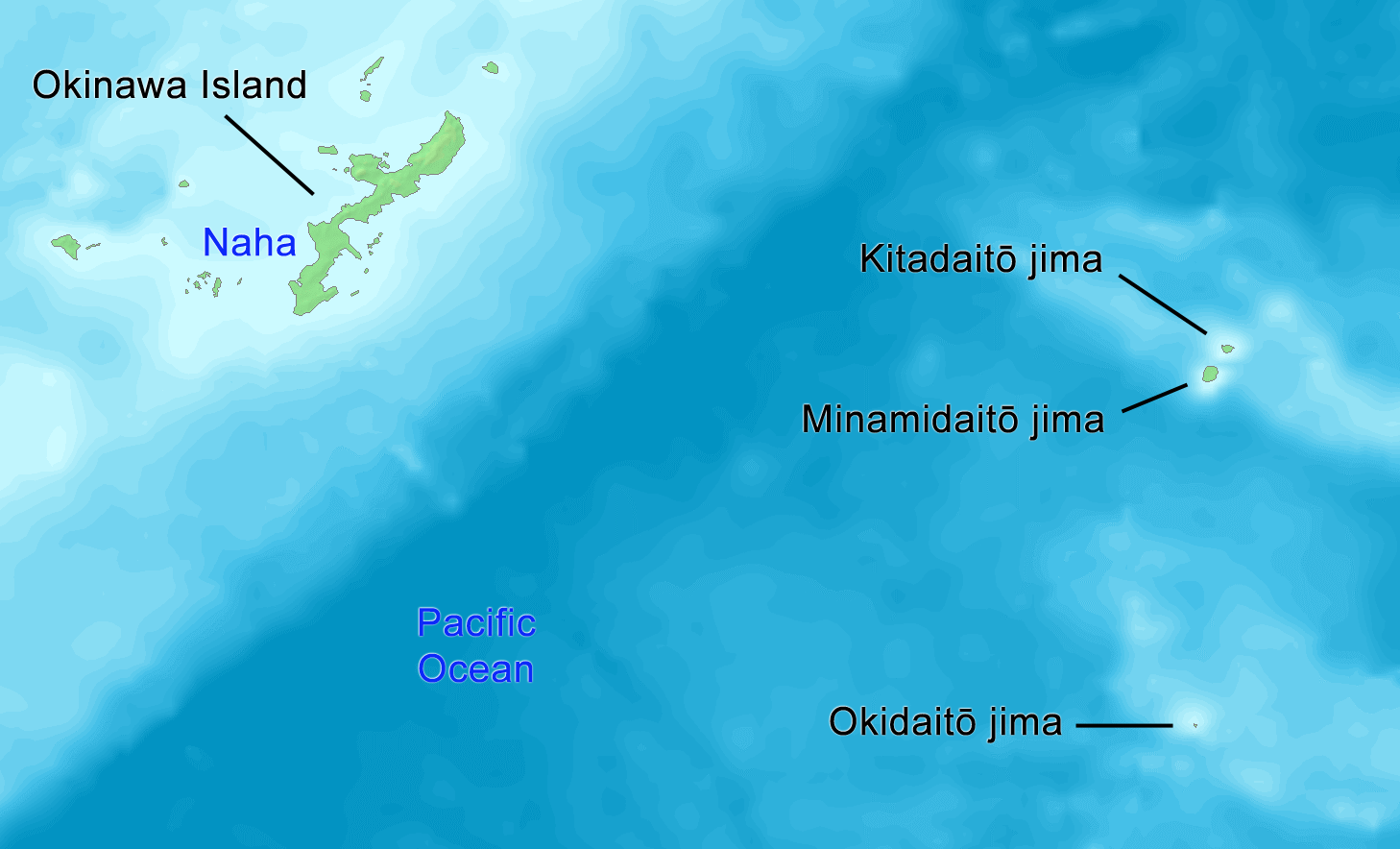
Karta over Daitōöarna

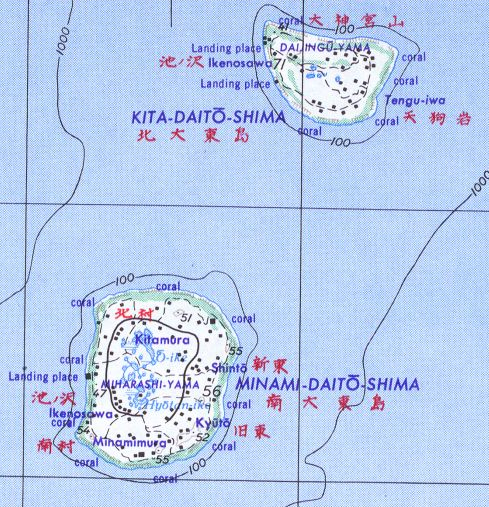
Minami Daitō längst ned

Minami-daitō  (japanska Minami daitōh-jima, tidigare South Borodino Island) är huvudön i ögruppen Daitoöarna i nordvästra Stilla havet som tillhör av Japan.

## Geografi
Minami-daitō ligger i Östkinesiska havet ca 360 km öster om Okinawa. 
Ön är en korallö och har en areal om ca 30,57 km² och omges av ett korallrev. Den högsta höjden är på cirka 75 m ö.h. och ön ligger ca 8 km söder om Kita-daito och ca 150 km norr om Oki-daito. Ön är numera helt kultiverat till jordbruk och bosättningar.
Befolkningen uppgår till ca 1.475 invånare där de flesta bor i Minami på öns sydvästra del. Förvaltningsmässigt utgör ön ett eget område "Minami daito-son" (Minami by) i "Shimajiri-gun" (Shimajiridistrktet) i Okinawa prefekturen.
Ön har en flygplats Maridor Airport (flygplatskod "MMD") för lokalt flyg på öns sydöstra del.

## Historia
Det är osäkert när öarna upptäcktes, de första dokumenterade japanska kontakterna skedde först på 1800-talet under Meijiperioden och då var öarna obebodda.
Öarna namngavs mellan 1815 och 1820 efter att Oki-daitō åter siktades av besättningen på det spanska fartyget "San Fernando de Magallanes" och Kita-daitō och Minami-daitō siktades av besättningen på det rysk-amerikanska fartyget "Borodino".
Den första bosättningen etablerades på Minami-daito kring 1899 av den japanske pionjären Hanemon Tamaoki när området införlivas i Kejsardömet Japan. Tamaki kom från Hachijō-jima bland Izuöarna och hade tidigare lyckats att etablera bosättningar på andra öar.
Kring 1901 började man att odla sockerrör på ön
Efter andra världskriget ockuperades området av USA som förvaltade öarna fram till 1972 då de återlämnades till Japan.